# Сеньок
Сеньо́к —  село в Україні, у Куп'янському районі Харківської області. Входить до складу Куп'янської міської громади. Населення становить 124 осіб.

## Географія
Село Сеньок знаходиться в урочищі Свистунівка на лівому березі річки Сеньок, правої притоки Осколу. На річці зроблено кілька загат.

## Історія
- 1683 - дата заснування.
- До 2020 року орган місцевого самоврядування — Пристінська сільська рада.

## Населення

### Мова
Розподіл населення за рідною мовою за даними перепису 2001 року:
| Мова       | Кількість | Відсоток |
| ---------- | --------- | -------- |
| українська | 109       | 87.9%    |
| російська  | 15        | 11.1%    |
| Усього     | 124       | 100%     |

## Економіка
- Молочно-товарна ферма.

## Об'єкти соціальної сфери
- Клуб.
- Фельдшерський пункт.